# Xã Valley, Quận Douglas, Nam Dakota
Xã Valley (tiếng Anh: Valley Township) là một xã thuộc quận Douglas, tiểu bang Nam Dakota, Hoa Kỳ. Năm 2010, dân số của xã này là 126 người.